# Yaakov Shwekey

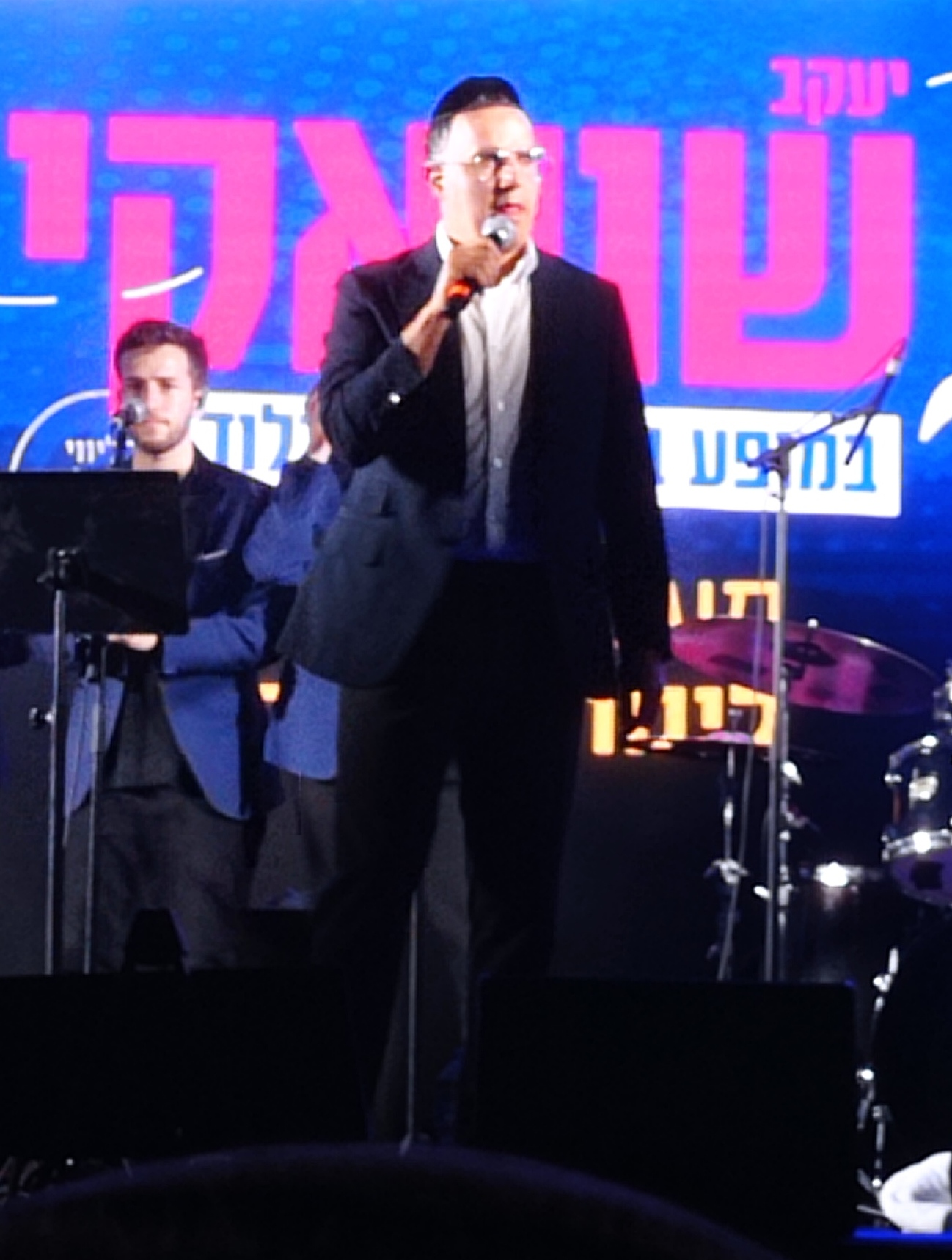
Shwekey (2021)

Yaakov Shwekey (geboren 1977 in Jerusalem) ist ein israelischer orthodox-jüdischer Sänger und Entertainer.

## Leben
Shwekey wurde in Mexiko-Stadt aufgezogen und lebte später in Brooklyn. Heute lebt er mit seiner Frau und den fünf Kindern in Deal (New Jersey). Seine Frau gründete ein Zentrum für behinderte Kinder, das Yaakov Shwekey unterstützt.

## Diskografie

### Alben
| Album                              | Jahr | Kommentar                                                                                       |
| ---------------------------------- | ---- | ----------------------------------------------------------------------------------------------- |
| Shomati                            | 2001 |                                                                                                 |
| Shwekey 2                          | 2002 |                                                                                                 |
| Besimcha                           | 2003 | Sammlung populärer jüdischer Heiratslieder                                                      |
| Yedid                              | 2004 |                                                                                                 |
| Behisorerus                        | 2005 | Sammlung populärer Kumzits-Lieder                                                               |
| Live in Paris                      | 2006 | Live-Album                                                                                      |
| Leshem Shomayim (Shwekey 4)        | 2007 |                                                                                                 |
| Live in Caesaria                   | 2008 | Live-Album - Enthält Duette Yonatan Razel mit Yossi Green                                       |
| Ad Bli Dai (Shwekey V)             | 2009 |                                                                                                 |
| The Shwekey Collection             | 2010 | Triple Compilation-Album                                                                        |
| Libi Bamizrach                     | 2010 |                                                                                                 |
| Live in Caesaria 2                 | 2010 | Live-Album - Enthält Duette mit Chaim Yisrael, Baruch Levine, Yitzchak Meir Helfgot und Acheinu |
| Cry No More                        | 2012 |                                                                                                 |
| Live in Nokia Stadium, Israel 5773 | 2013 | Live-Album - Enthält Duette mit Shai Abramson und Shlomi Shabat                                 |
| Kolot                              | 2014 | Enthält Duette mit Shlomi Shabat und Aharon Razel                                               |
| We Are A Miracle                   | 2016 | YouTube                                                                                         |
| Those Were the Days                | 2017 |                                                                                                 |
| Musica                             | 2018 |                                                                                                 |
| Those Were the Days, Vol. 2        | 2020 |                                                                                                 |
| A Toast to Life                    | 2021 |                                                                                                 |
| Elevate                            | 2022 |                                                                                                 |
| Guf Uneshama 1\4                   | 2024 |                                                                                                 |
| Ahavat Olam                        | 2024 | EP                                                                                              |
| Dor Tzame Le’Or 2/4                | 2024 |                                                                                                 |

### Singles (Auswahl)
| - 2004: Im Eshkachech - 2004: Shema - 2010: Boee Beshalom - 2014: Et Rekod - 2014: Am Israel - 2014: Tefilat Kallah - 2014: Kolot (mit Shlomi Shabat) - 2015: I Can Be - 2016: Maamin Benisim - 2016: Inshallah - 2016: We Are A Miracle - 2016: Biderech Hamelech | - 2016: Smachot - 2018: ואפילו בהסתרה (mit Kobi Peretz) - 2018: Aish - 2018: Yishtabach Shemo - 2018: Kol Haneshama - 2018: Aleph Bais Gimmel - 2018: Netzach Israel - 2018: Your Time - 2019: I Am Alive - 2021: L'chaim - A Toast To Life - 2022: Baruch Hashem It's Shabbos |

## Lieder (Auswahl)
- Rachem von Yaakov Shwekey auf YouTube
- Lo Yaavod von Yaakov Shwekey auf YouTube